# Il più bel gioco della mia vita
Il più bel gioco della mia vita (The Greatest Game Ever Played) è un film del 2005 diretto da Bill Paxton, tratto dal romanzo The Greatest Game Ever Played di Mark Frost (inedito in Italia), che ha adattato la propria opera per il cinema e coprodotto il film. Racconta la storia vera dell'incredibile impresa del giocatore dilettante Francis Ouimet negli U.S. Open del 1913.
In Italia ha avuto una fugace distribuzione cinematografica estiva, uscendo nelle sale il 14 luglio 2006.

## Trama
Brookline, inizio Novecento. Francis Ouimet, di umili origini, matura l'amore per lo sport del golf svolgendo il lavoro di caddie nel golf club locale e coltivando il mito di Harry Vardon, il più grande giocatore dell'epoca, che ha avuto occasione di incontrare da bambino, rimanendone affascinato.
Nel 1913, sfidando l'autorità paterna e l'ostilità dei soci del golf club, che dai lati opposti delle barriere sociali si oppongono ai suoi sogni, ma con l'aiuto dell'esperto capo dei caddie e di un socio lungimirante, partecipa da amateur agli U.S. Open, dove si ritrova a giocare contro i migliori professionisti dell'epoca, fra cui proprio Harry Vardon che, pur avendo una fama internazionale, è vittima quanto Francis delle differenze di classe (non può neppure essere socio del club di "gentiluomini" al quale porta tanti onori con le proprie vittorie).
Superando la propria inesperienza e una certa fragilità sotto pressione, che in precedenza gli era costata una prematura eliminazione nella sua unica esperienza agonistica ad alto livello e l'abbandono del golf, fedelmente assistito dal suo caddie bambino Eddie Lowery, Francis riesce a giocare alla pari con i migliori, costringendo ad un giro di spareggio i campioni britannici Harry Vardon e Ted Ray nel quale sorprendentemente ha la meglio su entrambi, vincendo gli U.S. Open.

## Distribuzione
- 30 settembre 2005 in Canada e negli Stati Uniti d'America (The Greatest Game Ever Played)
- 10 febbraio 2006 in Messico
- 2 marzo Australia
- aprile 2006 in Finlandia (Kaikkien aikojen peli)
- 7 giugno in Argentina e in Venezuela (El juego que hizo historia)
- 8 giugno in Austria e in Germania (Das größte Spiel seines Lebens)
- 14 luglio in Italia